# Сонцов, Пётр Александрович
Пётр Александрович Сонцов (Сонцев) (1785—1850) — воронежский (1820—1824) и орловский (1824—1830) губернатор, тайный советник (1839); отец нумизмата Дмитрия Сонцова.

## Биография
Представитель дворянского рода Сонцовых, родился в семье воронежского гражданского губернатора А. Б. Сонцова. Служил в Конной гвардии. Участвовал в сражении при Аустерлице (1805) и Фридланде (1807); заслужил ордена Св. Анны 3-й степени и Св. Владимира 4-й степени с бантом. «…В продолжении службы в полку, под командой Его Высочества, при хорошем поведении, был всегда в оной отлично усерден и рачителен, в военных против неприятеля действиях поступал храбро и неустрашимо, за что, отдавая ему заслуживающую справедливость, Его Высочество приятным долгом поставляет о сём свидетельствовать», — значилось в аттестате П. А. Сонцова, выданном в Лейб-гвардии Конном полку.
Из-за полученных ранений он вынужден был расстаться с военной службой; в чине полковника в 1809 году он ушёл в отставку и поселился в родном имении под Воронежем. В 1811 году, после смерти отца, Александра Борисовича, к нему перешли по наследству также имения в Курской и Екатеринославской губерниях с 1307 душами крепостных крестьян.
В феврале 1814 года Сонцова избрали предводителем дворянства Воронежского уезда. Прибывший для ревизии в Воронеж сенатор Хитрово в конце того же года привлёк его в комиссию по расследованию злоупотреблений по провиантской части и позже отметил, что Сонцов «точным и беспристрастным исполнением» всех поручений оправдал его выбор. Уже через полгода, 14 мая 1815 года, его назначили воронежским вице-губернатором в чине коллежского советника.
Перемещён 30 августа 1816 псковским вице-губернатором. Уволен от службы 15 декабря 1816, с пожалованием чина статского советника. 
19 марта 1820 года он стал воронежским гражданским губернатором. «За отличную и усердную службу» он получил чин действительного статского советника, а в 1823 году награждён орденом Святой Анны 1-й степени. При Сонцове в Воронеже появились первые тротуары, украшенные фонарями с масляным освещением. Жили Сонцовы на Большой Девиченской улице в доме, построенном в 1798 году.
С 17 февраля 1824 года П. А. Сонцов стал орловским губернатором. В декабре 1826 года ему было сверху сделано замечание по поводу медленного поступления в казну податей и недоимок, а в 1828 году он получил уже строгое внушение за недобор рекрутов. В результате, 12 апреля 1830 года, Сонцов был уволен с поста губернатора.
П. А. Сонцов переселился с семьей в Курск. В 1835 году курское дворянство избрало Сонцова губернским предводителем. В гражданской службе он заслужил ордена: Св. Владимира 3-й степени и Св. Анны 2-й степени с алмазами, Св. Анны 1-й степени, Св. Владимира 2-й степени и Белого Орла.
По словам графа М. Д. Бутурлина, Сонцев был «человек добрейший и моргал постоянно одним глазом».
С 19 марта 1850 года он был воронежским губернским предводителем дворянства, но вскоре умер — 29 мая (10 июня) 1850 года. В Воронеже на доме бывшей гимназии по улице Сакко и Ванцетти в 2012 году была открыта мемориальная доска Александру и Петру Сонцовым. Похоронен Пётр Сонцов на Чугуновском кладбище Воронежа.

## Семья
Жена — Екатерина Дмитриевна Черткова (17.11.1793—03.02.1867), дочь богатого воронежского помещика Д. В. Черткова. Их дети:
- Александра (1810—1850), замужем за генерал-лейтенантом, первым  директором Михайловского Воронежского кадетского корпуса А. Д. Винтуловым[10].
- Дмитрий (1812—1875)
- Евдокия (1810-е — ?), замужем на бароном Николаем Петровичем Остен-Сакеном (1801–1866), внуком Е. К. Остен-Сакена.
- Мария (1810-е—1842), замужем за князем Платоном Петровичем Мещерским  (1808–1865), внуком П. С. Мещерского. Их дети:  Александра Платоновна Мещерская (1837–1894); Петр Платонович Мещерский (1838–1908), отставной полковник лейб-гвардии Гусарского полка (1885), мировой судья, переводчик[11].